# Harold Farberman
Harold Farberman (* 2. November 1929 in New York City; † 24. November 2018 in Germantown, New York) war ein US-amerikanischer Dirigent und Komponist.
Farberman entstammt einer Musikerfamilie. Sein Vater spielte in den 1920er Jahren Schlagzeug in Schleomke Beckermans Klezmerband, sein Bruder ist Schlagzeuger, und sein erster Schlagzeuglehrer Irving Farberman war ein Cousin. Nach Abschluss eines Studiums an der Juilliard School of Music wurde er 1951
Schlagzeuger im Boston Symphony Orchestra.
Farberman war bis 1963 Mitglied des Orchesters. In dieser Zeit absolvierte er ein Kompositionsstudium am New England Conservatory of Music. Durch seine erste Komposition Evolution, ein Werk für Sopran, Horn und sieben Perkussionisten, wurde Aaron Copland auf ihn aufmerksam und lud ihn 1955 als Kompositionsschüler nach Tanglewood ein. Für das Quartett für Flöte, Oboe, Viola und Cello erhielt er 1957 den ersten Preis bei der New England Composer's Competition, mit der Greek Scene vertrat er 1957 die USA bei einem internationalen
Komponistensymposium in Paris.
Neben der Ausbildung bei Copland besuchte Farberman auch die Dirigentenklasse von Eleazar de Carvalho. Ab 1963 war er Chefdirigent des Colorado Springs und des Oakland Symphony Orchestra sowie Erster Gastdirigent des Denver Symphony Orchestra und der Bornemouth Sinfonietta. Als Gastdirigent leitete er namhafte Orchester in Europa, Asien und Australien.
Für seinen Einsatz für die Musik Charles Ives’ zeichnete ihn die Academy of Arts and Letters mit der Ives Medal aus. Farberman gründete die Conductors Guild und das Conductors Institute, eine internationale Ausbildungsstätte für junge Dirigenten.
Seine Musik fand im Dokumentarfilm The Great American Cowboy (1974) Verwendung.

## Werke
- Evolution für Sopran, Horn und Perkussion, 1953
- Variations for Percussion with Piano, 1954
- Variations on a Familiar Theme für sieben Perkussionisten, 1955
- Symphony No. 1, 1957
- Greek Scene für Mezzosopran, Klavier und Perkussion, 1957 oder für Mezzosopran und Orchester, 1958
- Music Inn Suite für Drum Set, Pauke und Perkussion, 1958
- Medea, Kammeroper, Libretto von William Van Lennep, 1961
- August 30, 1964 für Mezzosopran, Klavier und Perkussion, 1964
- Elegy, Fanfare and March für Orchester, 1964
- Medea Suite für Orchester, 1963, für Mezzosopran und Orchester, 1965
- There's Us, There's Them, Together? für Orchester und Solo-Jazzensemble, 1967
- Alea or Game Of Chance für Perkussionsensemble, 1967
- If Music Be für Jazzsolist/Erzähler, Rockgruppe, Trompete oder Altsaxophon, 1969
- The Lindsey Swing or Fun City für Sopran, Bariton und Ensemble, 1971
- The Losers, Oper, Libretto von Barbara Fried, 1971
- Swinging A's victory March für Chor und Orchester, 1972
- War Cry on a Prayer Feather, Liederzyklus für Sopran und Bariton, 1975
- Great American Cowboy Suite für Orchester, 1979
- Combinations für sechs Perkussionisten, 1984
- "A" Train, for solo Marimba, 1985
- A Play with Music, Libretto von Laurence Luckinbill, für Sopran, Alt, Bariton, Bass und Instrumentalensemble, 1986
- A Summer's Day in Central Park, A musical portrait for orchestra, 1987
- The Princess für Sänger/Erzähler und Perkussionisten, 1989
- The Dancers Suite für Jazz-Perkussionsensemble, 1990
- Ground Zero Paradiddle für Jazz-Perkussionsensemble mit Pauken, 1990
- Little Boy/Girl and the Tree Branch für Erzähler und Orchester, 2001
- Song Of Eddie, Oper, 2003–04
- Diamond Street, Kammeroper, 2009